# Goldman Environmental Prize

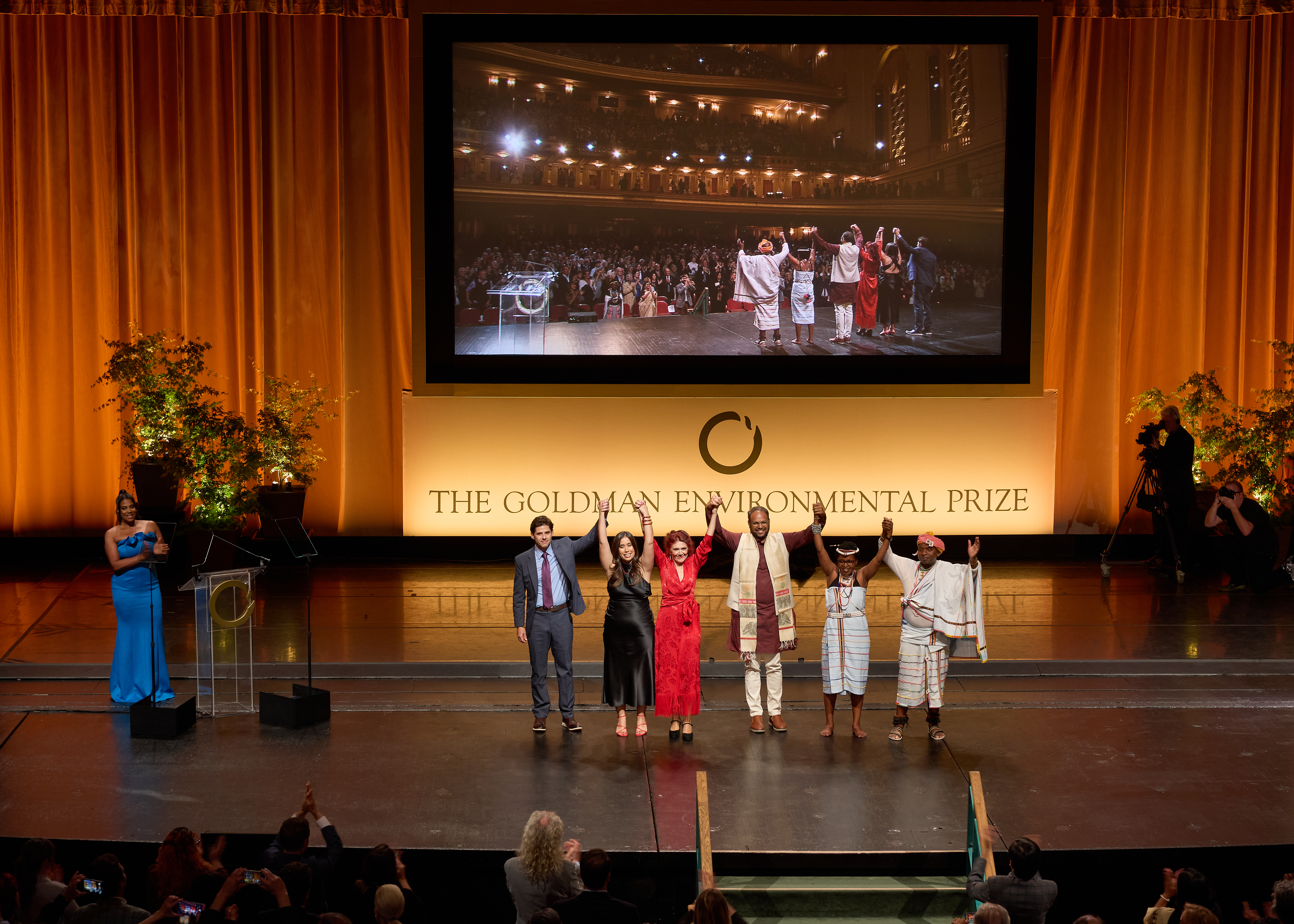
Die Preisträger des Jahres 2024 bei der Verleihungszeremonie im San Francisco War Memorial Opera House

Der Goldman Environmental Prize ist ein Umweltschutz-Preis.
Er wird seit 1990 jährlich an sechs „Umwelthelden“ aus Graswurzelbewegungen vergeben. Honoriert wird jeweils ein Preisträger aus Afrika, Asien, Europa, von Inseln und Inselstaaten, aus Nordamerika sowie aus Süd- und Zentralamerika. Zum Teil werden Inseln auch dem nächstgelegenen Kontinent zugerechnet, beispielsweise Japan zu Asien oder Irland zu Europa.
Ursprünglich war der Preis mit 60.000 Dollar dotiert, mittlerweile beträgt das Preisgeld 150.000 Dollar. Zusätzlich zu diesem Geldpreis erhält jeder Preisträger eine Bronzeplastik, die den Ouroboros darstellt. Gestiftet wurde der Preis von dem US-amerikanischen Unternehmer Richard Goldman (Goldman Insurance Services) und seiner Frau Rhoda.

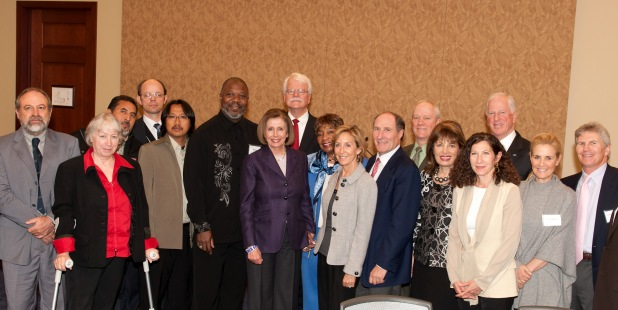
Die Goldman-Preis-Träger 2011 mit der Vorsitzenden des US-Repräsentantenhaus Nancy Pelosi und der Gründerfamilie Goldman

## Preisträger
- 1990  
  - Bob Brown (Australien)
  - Lois Gibbs (USA)
  - Janet Gibson (Belize)
  - Harrison Ngau Laing (Malaysia)
  - János Vargha (Ungarn)
  - Michael Werikhe (Kenia)

- 1991  
  - Wangari Muta Maathai (Kenia)
  - Eha Kern und Roland Tiensuu (Schweden)
  - Evaristo Nugkuag (Peru)
  - Yoichi Kuroda (Japan)
  - Samuel LaBudde (USA)
  - Cath Wallace (Neuseeland)

- 1992  
  - Jeton Anjain (Marshall Islands)
  - Medha Patkar (Indien)
  - Wadja Egnankou (Elfenbeinküste)
  - Christine Jean (Frankreich)
  - Colleen McCrory (Kanada)
  - Carlos Alberto Ricardo (Brasilien)

- 1993  
  - Margaret Jacobsohn und Garth Owen-Smith (Namibia)
  - Juan Mayr (Kolumbien)
  - Dai Qing (China)
  - John Sinclair (Australien)
  - JoAnn Tall (USA) 1993
  - Swjatoslaw Igorjewitsch Sabelin (Russland)

- 1994  
  - Matthew Coon Come (Kanada)
  - Tuenjai Deetes (Thailand)
  - Laila Iskander Kamel (Ägypten)
  - Luis Macas (Ecuador)
  - Heffa Schücking (Deutschland)
  - Andrew Simmons (St. Vincent and the Grenadines)

- 1995  
  - Aurora Castillo (USA)
  - Yul Choi South (Korea)
  - Noah Idechong (Palau)
  - Emma Must (England)
  - Ricardo Navarro (El Salvador)
  - Ken Saro-Wiwa (Nigeria)

- 1996  
  - Ndyakira Amooti (Uganda)
  - Bill Ballantine (Neuseeland)
  - Edwin Bustillos (Mexiko)
  - M.C. Mehta (Indien)
  - Marina Silva (Brasilien)
  - Albena Simeonowa (Bulgarien)

- 1997  
  - Nick Carter (Sambia)
  - Loir Botor Dingit (Indonesien)
  - Alexander Nikitin (Russland)
  - Juan Pablo Orrego (Chile)
  - Fuiono Senio und Paul Cox (West-Samoa)
  - Terri Swearingen (USA)

- 1998  
  - Anna Giordano (Italien)
  - Kory Johnson (USA)
  - Berito Kuwaru’wa (Kolumbien)
  - Atherton Martin (Dominikanische Republik)
  - Sven „Bobby“ Peek (Südafrika)
  - Hirofumi Yamashita (Japan)

- 1999  
  - Jacqui Katona und Yvonne Margarula (Australien)
  - Michal Kravcik (Slowakei)
  - Bernard Martin (Kanada)
  - Samuel Nguiffo (Kamerun)
  - Jorge Varela (Honduras)
  - Ka Hsaw Wa (Burma)

- 2000  
  - Oral Ataniyazova (Usbekistan)
  - Elias Diaz Peña und Oscar Rivas (Paraguay)
  - Vera Mischtschenko (Russland)
  - Rodolfo Montiel Flores (Mexiko)
  - Alexander Peal (Liberia)
  - Nat Quansah (Madagaskar)

- 2001  
  - Jane Akre und Steve Wilson (USA)
  - Yosepha Alomang (Indonesien)
  - Giorgos Catsadorakis und Myrsini Malakou (Griechenland)
  - Oscar Olivera (Bolivien)
  - Eugène Rutagarama (Ruanda)
  - Bruno Van Peteghem (Neu Kaledonien)

- 2002  
  - Pisit Charnsnoh (Thailand)
  - Sarah James und Jonathon Solomon (USA)
  - Fatima Jibrell (Somalia)
  - Alexis Massol-González (Puerto Rico)
  - Norma Kassi (Kanada)
  - Jean La Rose (Guyana)
  - Jadwiga Lopata (Polen)

- 2003  
  - Julia Bonds (USA)
  - Pedro Arrojo-Agudo (Spanien)
  - Eileen Kampakuta Brown und Eileen Wani Wingfield (Australien)
  - Von Hernandez (Philippinen)
  - Maria Elena Foronda Farro (Peru)
  - Odigha Odigha (Nigeria)

- 2004  
  - Rudolf Amenga-Etego (Ghana)
  - Rashida Bee und Champa Devi Shukla (Indien)
  - Demétrio do Amaral de Carvalho (Osttimor)
  - Margie Eugene-Richard (USA)
  - Libia Grueso (Kolumbien)
  - Manana Kochladze (Georgien)

- 2005  
  - Isidro Baldenegro López (Mexico)
  - Qaischa Atachanowa (Kasachstan)
  - Chavannes Jean-Baptiste (Haiti)
  - Stephanie Danielle Roth (Rumänien)
  - Corneille Ewango (Kongo)
  - José Andrés Tamayo Cortez (Honduras)

- 2006  
  - Anne Kajir (Papua-Neuguinea)
  - Oyla Melen (Ukraine)
  - Tarcísio Feitosa da Silva (Brasilien)
  - Craig E. Williams (USA)
  - Silas Siakor (Liberia)
  - Yu Xiaogang (China)

- 2007  
  - Willie Corduff (Irland)
  - Tsetsgeegiin Mönchbajar (Mongolei)
  - Hammerskjoeld Simwinga (Sambia)
  - Sophia Rabliauskas (Kanada)
  - Julio Cusurichi Palacios (Peru)
  - Orri Vigfússon (Island)

- 2008  
  - Jesús León Santos (Mexiko)
  - Pablo Fajardo Mendoza und Luis Yanza (Ecuador)
  - Rosa Hilda Ramos (Puerto Rico)
  - Marina Petrowna Richwanowa (Russland)
  - Feliciano dos Santos (Mosambik)
  - Ignace Schops (Belgien)

- 2009  
  - Wanze Eduards und Hugo Jabini (Surinam)
  - Marc Ona Essangui (Gabun)
  - Maria Gunnoe (USA)
  - Syeda Rizwana Hasan (Bangladesch)
  - Yuyun Ismawati (Indonesien)
  - Olga Speranskaja (Russland)

- 2010  
  - Thuli Brilliance Makama (Swasiland)
  - Tuy Sereivathana (Kambodscha)
  - Małgorzata Górska (Polen)
  - Humberto Ríos Labrada (Kuba)
  - Lynn Henning (USA)
  - Randall Arauz (Costa Rica)

- 2011  
  - Raoul du Toit (Simbabwe)
  - Dmitri Lissizyn (Russland)
  - Ursula Sladek (Deutschland)[1]
  - Prigi Arisandi (Indonesien)
  - Hilton Kelley (USA)
  - Francisco Pineda (El Salvador)

- 2012  
  - Ikal Angelei (Kenia)
  - Caroline Cannon (USA)
  - Jewgenija Sergejewna Tschirikowa (Russland)
  - Edwin Gariguez (Philippinen)
  - Sofía Gatica (Argentinien)
  - Ma Jun (China)

- 2013  
  - Jonathan Deal (Südafrika)
  - Azām Alwāš (Irak)
  - Rossano Ercolini (Italien)
  - Aleta Baun (Indonesien)
  - Kimberly Wasserman (USA)
  - Nohra Padilla (Kolumbien)

- 2014  
  - Desmond D’Sa (Südafrika)
  - Ramesh Agrawal (Indien)
  - Suren Gasarjan (Russland)[2]
  - Rudi Putra (Indonesien)
  - Helen Slottje (USA)
  - Ruth Buendía (Peru)

- 2015  
  - Myint Zaw (Myanmar)
  - Marilyn Baptiste (Kanada)
  - Jean Wiener (Haiti)
  - Phyllis Omido (Kenia)
  - Howard Wood (Schottland)
  - Berta Cáceres (Honduras)

- 2016  
  - Zuzana Čaputová (Slowakei)
  - Leng Ouch (Kambodscha)
  - Máxima Acuña (Peru)
  - Destiny Watford (USA)
  - Luis Jorge Rivera Herrera (Puerto Rico)
  - Edward Loure (Tansania)

- 2017  
  - Wendy Bowman (Australien)
  - Rodrigue Mugaruka Katembo (Demokratische Republik Kongo)
  - mark! Lopez (USA)
  - Uroš Macerl (Slowenien)
  - Prafulla Samantara (Indien)
  - Rodrigo Tot (Guatemala)[3]

- 2018  
  - Francia Márquez (Kolumbien)
  - Claire Nouvian (Frankreich)
  - Makoma Lekalakala und Liz McDaid (Südafrika)
  - Manny Calonzo (Philippinen)
  - Leeanne Walters (USA)
  - Ngụy Thị Khanh (Vietnam)[4]

- 2019  
  - Alfred Brownell (Liberia)
  - Ana Čolović Lešoska (Nordmazedonien)
  - Jacqueline Evans (Cook-Inseln)
  - Linda Garcia (Vereinigte Staaten)
  - Alberto Curamil (Chile)
  - Bajardschargal Agwaantseren (Mongolei)

- 2020  
  - Leydy Pech (Mexiko)
  - Kristal Ambrose (Bahamas)
  - Paul Sein Twa (Myanmar)
  - Lucie Pinson (Frankreich)
  - Chibeze Ezekiel (Ghana)
  - Nemonte Nenquimo (Ecuador)

- 2021  
  - Gloria Majiga-Kamoto (Malawi)
  - Thái Văn Nguyễn (Vietnam)
  - Maida Bilal (Bosnien-Herzegovina)
  - Kimiko Hirata (Japan)
  - Sharon Lavigne (USA)
  - Liz Chicaje Churay (Peru)[5]

- 2022
  - Chima Williams (Nigeria)
  - Niwat Roykaew (Thailand)
  - Marjan Minnesma (Niederlande)
  - Julien Vincent (Australien)
  - Nalleli Cobo (USA)
  - Alex Lucitante & Alexandra Narváez Trujillo (Ecuador)

- 2023
  - Chilekwa Mumba (Sambia)
  - Zafer Kizilkaya (Türkei)
  - Tero Mustonen (Finnland)
  - Delima Silalahi (Indonesien)
  - Diane Wilson (Vereinigte Staaten)
  - Alessandra Korap Munduruku (Brasilien)

- 2024
  - Sinegugu Zukulu und Nonhle Mbuthuma (Südafrika)
  - Alok Shukla (Indien)
  - Teresa Vicente (Spanien)
  - Murrawah Maroochy Johnson (Australien)
  - Andrea Vidaurre (Vereinigte Staaten)
  - Marcel Gomes (Brasilien)

- 2025
  - Semia Gharbi (Tunesien)
  - Batmunkh Luvsandash (Mongolei)
  - Besjana Guri and Olsi Nika (Albanien)
  - Carlos Mallo Molina (Spanien (Kanaren))
  - Laurene Allen (Vereinigte Staaten)
  - Mari Luz Canaquiri Murayari (Peru)